# 香川松本薬品
香川松本薬品株式会社（かがわまつもとやくひん）は、医薬品・衛生材料を卸す企業であった。現在は、メディセオ・パルタックホールディングスグループの一社「よんやく」である。

## 概要
- 会社設立：昭和45年（1970年）5月
- 資本金：1,000万円
- 本社：香川県高松市木太町（5区）字西浜2449番地4
- 代表取締役社長 ： 荒木三樹雄

## 営業所
- 西讃営業所（香川県善通寺市中村宮東）

## 主な取引メーカー
- 松本薬品
- 東邦薬品
- 株式会社メディパルホールディングス
- 株式会社コーワシステム